# Brittany Ogunmokun
Brittany Ogunmokun (* 26. Mai 1990) ist eine nigerianische Sprinterin, die sich auf den 400-Meter-Lauf spezialisiert hat. 2024 siegte sie mit der nigerianischen 4-mal-400-Meter-Staffel bei den Afrikaspielen in Accra.

## Sportliche Laufbahn
Erste internationale Erfahrungen sammelte Brittany Ogunmokun, die in Landover in den Vereinigten Staaten aufwuchs und an der Baylor University studierte, bei den Afrikaspielen 2024 in Accra, bei denen sie mit 53,26 s im Halbfinale im 400-Meter-Lauf ausschied und mit der nigerianischen 4-mal-400-Meter-Staffel in 3:27,29 min gemeinsam mit Esther Elo Joseph, Patience Okon George und Omolara Ogunmakinju die Goldmedaille gewann.
2011 wurde Ogunmokun nigerianische Meisterin im 800-Meter-Lauf.

## Persönliche Bestleistungen
- 400 Meter: 53,26 s, 19. März 2024 in Accra
  - 400 Meter (Halle): 53,38 s, 16. Februar 2024 in Fayetteville
- 800 Meter: 2:05,30 min, 3. März 2012 in South Bend
  - 800 Meter (Halle): 2:07,74 min, 11. Februar 2012 in College Station